# Жінка року (фільм)
«Жінка року»(англ. Woman of the Year) — кінофільм. Премія «Оскар» за найкращий оригінальний сценарій. Номінація на «Оскар» — найкраща акторка — Кетрін Гепберн.

## Сюжет
Головні герої фільму — журналісти, що працюють під час Другої світової війни в одній з газет Нью-Йорку. Вона — політичний оглядач, донька дипломата, багато подорожувала світом, знайома з багатьма відомими людьми. Він — спортивний оглядач, звичайна людина, що досягла усього власною працею. Зблизившись під час роботи над спільною темою, вони закохались один в одного і згодом одружуються. Але розбіжності в характерах та поглядах на життя героїв призводять до конфліктів…

## У ролях
- Спенсер Трейсі
- Кетрін Гепберн
- Фей Бейнтер
- Вільям Бендікс
- Реджинальд Оуен
- Майнор Вотсон
- Едіт Евансон